# Gillo Pontecorvo
Gillo Pontecorvo, właśc. Gilberto Pontecorvo (ur. 19 listopada 1919 w Pizie, zm. 12 października 2006 w Rzymie) – włoski reżyser i scenarzysta filmowy, sporadycznie także aktor i kompozytor.
Z wykształcenia był dziennikarzem. Jego najbardziej znanym obrazem była Bitwa o Algier (1966). Film ten przyniósł mu Złotego Lwa na 27. MFF w Wenecji oraz trzy nominacje do Oscara (za reżyserię, scenariusz i film nieanglojęzyczny).

## Filmografia

### Scenarzysta
- Wielki błękitny szlak (La Grande strada azzurra) (1957)
- Kapo (Kapò) (1959)
- Bitwa o Algier (La Battaglia di Algeri) (1966)
- Queimada (1969)
- Ogro (1980)

### Reżyser
- Missione Timiriazev (1953)
- Porta Portese (1954)
- Festa a Castelluccio (1954)
- Giovanna (1955)
- Wielki błękitny szlak (La Grande strada azzurra) (1957)
- Kapo (Kapò) (1959)
- Bitwa o Algier (La Battaglia di Algeri) (1966)
- Queimada (1969)
- Ogro (1980)
- 12 registi per 12 città (1989)
- Un Altro mondo è possibile (2001)
- Firenze, il nostro domani (2003)

### Kompozytor
- Bitwa o Algier (La Battaglia di Algeri) (1966)

### Aktor
- Il Sole sorge ancora (1946) jako Pietro
- Wielki błękitny szlak (La Grande strada azzurra) (1957)

## Nagrody
- 1966: Złoty Lew na 27. MFF w Wenecji za film Bitwa o Algier
- 1969: Nominacja do Oscara za najlepszą reżyserię i najlepszy scenariusz oryginalny za film Bitwa o Algier